# HMS Agamemnon (1879)
Pour les autres navires du même nom, voir HMS Agamemnon.
Le HMS Agamemnon est un cuirassé à coque en fer lancé en 1879 et en service dans la Royal Navy à la fin du XIXe siècle. Dernier cuirassé britannique à embarquer des canons à chargement par la gueule et peu réussi du point de vue technique, il ne prend part à aucun évènement majeur au cours de sa carrière en Orient et en mer Méditerranée.

## Conception et construction
L'Agamemnon est le deuxième et dernier navire de la classe Ajax.